# Saint-Barthélemy (Isère)
Saint-Barthélemy – miejscowość i gmina we Francji, w regionie Owernia-Rodan-Alpy, w departamencie Isère.
Według danych na rok 1990 gminę zamieszkiwały 674 osoby, a gęstość zaludnienia wynosiła 84 osób/km² (wśród 2880 gmin regionu Rodan-Alpy Saint-Barthélemy plasuje się na 1001. miejscu pod względem liczby ludności, natomiast pod względem powierzchni na miejscu 1279.).